# Notre cher amour
Pour plus de détails, voir Fiche technique et Distribution.
Notre cher amour (titre original : This Love of Ours) est un film américain réalisé par William Dieterle, sorti en 1945.

## Fiche technique
- Titre original : This Love of Ours
- Titre français : Notre cher amour
- Réalisation : William Dieterle
- Scénario : Leonard Lee, Bruce Manning et John D. Klorer d'après la pièce Comme avant, mieux qu'avant  de Luigi Pirandello
- Photographie : Lucien Ballard
- Montage : Frank Gross
- Musique : Hans J. Salter
- Société de production : Universal Pictures
- Pays d'origine :  États-Unis
- Langue : Anglais
- Format : Noir et blanc - 1,37:1 - Mono
- Genre : Film dramatique
- Date de sortie : 1945
- Affiche : René Lefèbvre (France)

## Distribution
- Merle Oberon : Karin Touzac
- Charles Korvin : Dr Michel Touzac
- Claude Rains : Joseph Targel
- Carl Esmond : Oncle Robert
- Sue England : Susette Touzac
- Jess Barker : Chadwick
- Harry Davenport : Dr Wilkerson
- Helene Thimig : Mme Tucker
- Ralph Morgan : Dr Lane
- Howard Freeman : Dr Barnes
- Fritz Leiber : Dr Bailey
- Selmer Jackson : Dr Melnik
- Ann Codee : Anna
- Ferike Boros : Gouvernante
- Doris Merrick : Vivian
- André Charlot : M. Flambertin
- Cora Witherspoon : Feme
- Barbara Bates : Mme Dailey
- Rosita Marstini : Mme Flambertin
- Maris Wrixon : Evelyn